# Liste des maires de Saint-Gilles (Gard)
Cet article dresse la liste par ordre de mandat des maires de la commune française de Saint-Gilles, située dans le département du Gard en région Occitanie.

## L'hôtel de ville

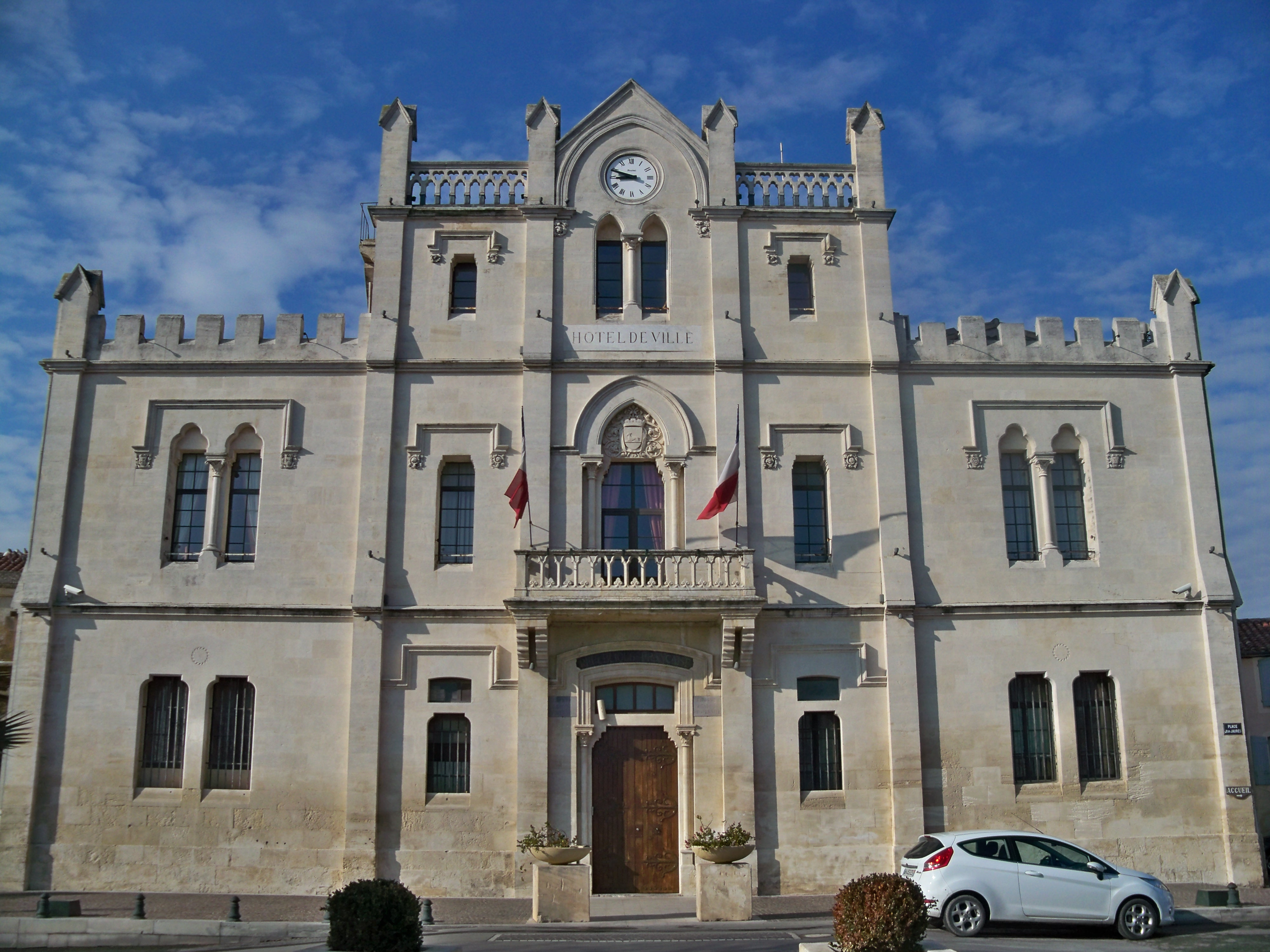
L'hôtel de ville.

Situé place Jean-Jaurès, l'édifice a été construit à la fin du XIXe siècle par l’architecte Henri Révoil.

## Liste des maires

### Entre 1790 et 1945
| Période        | Période        | Identité                          | Étiquette | Qualité |
| -------------- | -------------- | --------------------------------- | --------- | --- |
| février 1790   | août 1790      | Henri Mazer                       |           | |
| août 1780      | janvier 1792   | Bernardin Duvernet                |           | |
| janvier 1792   | décembre 1792  | Jean-Jacques Baron                |           | |
| décembre 1792  | mai 1793       | Jean Gautier                      |           | |
| octobre 1793   | octobre 1794   | Henri Mazer                       |           | |
| octobre 1794   | mai 1795       | Pierre Senilhac                   |           | |
| mai 1795       | novembre 1795  | Jean Gautier                      |           | |
| novembre 1795  | juin 1796      | Pierre Pelautier                  |           | |
| juin 1796      | août 1797      | Louis Senilhac                    |           | |
| août 1797      | décembre 1797  | Pierre Meirieu                    |           | |
| décembre 1797  | mars 1799      | Jean-Antoine-François Serrier     |           | |
| mars 1799      | avril 1800     | Louis Sénilhac                    |           | |
| avril 1800     | août 1806      | Jean-Antoine-François Serrier     |           | |
| août 1806      | mai 1815       | Édouard-Nicolas Baron de Calvière |           | |
| mai 1815       | juillet 1815   | Jean-François Pérouse             |           | |
| juillet 1815   | juin 1819      | Pierre Dugas                      |           | |
| juin 1819      | juillet 1820   | Hector Mazer                      |           | |
| juillet 1820   | octobre 1823   | Raymond Constant                  |           | |
| octobre 1823   | août 1830      | Louis Baron de Rivière            |           | |
| août 1830      | décembre 1830  | François Nourrit                  |           | |
| décembre 1830  | janvier 1832   | Jean-Jh-Catherine Durand          |           | |
| janvier 1832   | juin 1832      | Athanase de Beaulieu              |           | |
| juin 1832      | octobre 1840   | Jean-Jh-Catherine Durand          |           | |
| octobre 1840   | février 1844   | Pierre-Claude Jalaguier           |           | Avocat et propriétaire Conseiller général du canton de Saint-Gilles (1833 → 1848)                                                                                          |
| février 1844   | janvier 1855   | Jacques Philippe Pérouse          |           | Propriétaire à Nîmes Maire de Nîmes (1854 → 1856) Député du Gard (1857 → 1863) Conseiller général du canton de Saint-Gilles (1848 → 1856) Chevalier de la Légion d'honneur |
| janvier 1855   | février 1867   | Prosper Dugas                     |           | Propriétaire Conseiller général du canton de Saint-Gilles (1856 → 1867 puis 1868 → 1869)                                                                                   |
| février 1867   | octobre 1870   | André Hitier                      |           | Conseiller général du canton de Saint-Gilles (1870 → 1874) |
| octobre 1870   | novembre 1870  | Auguste-Adrien Soulier            |           | |
| novembre 1870  | mai 1871       | Amédée de Plauchut                |           | |
| mai 1871       | février 1872   | André Hitier                      |           | Conseiller général du canton de Saint-Gilles (1870 → 1874) |
| février 1872   | septembre 1879 | Pierre Gautier                    |           | |
| septembre 1879 | mai 1880       | L.-Marie-Auguste Bessière         |           | |
| mai 1880       | décembre 1880  | Émile-Bienvenu Aptel              |           | |
| décembre 1880  | février 1881   | Joseph Badin                      |           | |
| février 1881   | novembre 1884  | Jean-Eugène Marignan              |           | |
| novembre 1884  | mai 1885       | E.-J.-A.-Louis de Lapierre        |           | |
| mai 1885       | juin 1885      | Antoine Brouquier                 |           | |
| juillet 1885   | septembre 1885 | Léon Maurice Quet                 |           | |
| septembre 1885 | novembre 1887  | Jean-Ernest Blanc                 |           | |
| novembre 1887  | mai 1888       | Antoine Clavel                    |           | |
| mai 1888       | décembre 1917  | Jacques-Louis Peyron              |           | |
| décembre 1917  | décembre 1919  | Jean Vigne                        |           | |
| décembre 1919  | mars 1929      | François Griffeuille              | Soc.ind.  | Conseiller général du canton de Saint-Gilles (1921 → 1929) |
| mars 1929      | mai 1929       | Jean Vigne                        |           | |
| mai 1929       | ?              | Louis Roussel                     |           | |
| décembre 1930  | janvier 1931   | Michel-Pierre Renouard            |           | |
| janvier 1931   | octobre 1944   | Alexandre Girard                  | PRS       | Propriétaire Conseiller général du canton de Saint-Gilles (1931 → 1940) |
| octobre 1944   | mai 1945       | Jean Clauzel                      |           | |

### Depuis 1945
Depuis l'après-guerre, douze maires se sont succédé à la tête de la commune.
| Période       | Période               | Identité            | Étiquette    | Qualité |
| ------------- | --------------------- | ------------------- | ------------ | --- |
| mai 1945      | juillet 1945          | Louis Bourelly      |              | |
| juillet 1945  | mai 1953              | Pierre Grezoux      |              | |
| mai 1953      | mars 1959             | Jean Brun           |              | |
| mars 1959     | mars 1965             | Alexandre Girard    | DVD          | Conseiller général du canton de Saint-Gilles (1951 → 1970) |
| mars 1965     | mars 1971             | Franc Delord        |              | |
| mars 1971     | mars 1977             | Rémy Faure          | DVD          | Chevalier de l'ordre national du Mérite |
| mars 1977     | mars 1989             | Louis Girard        | DVD puis RPR | Conseiller général du canton de Saint-Gilles (1970 → 2001) |
| mars 1989     | mai 1992, (démission) | Charles de Chambrun | FN           | Administrateur de société Député du Gard (1986 → 1988) Conseiller régional de Languedoc-Roussillon (1992 → 1998) |
| juillet 1992  | mars 2008             | Roland Gronchi      | UDF puis UMP | |
| mars 2008     | août 2010 (démission) | Olivier Lapierre    | UMP          | Médecin retraité Conseiller général du canton de Saint-Gilles (2001 → 2015) |
| octobre 2010  | 5 avril 2014          | Alain Gaido         | PS           | Vice-président de Nîmes Métropole (2010 → 2014) |
| 5 avril 2014, | en cours              | Eddy Valadier,      | UMP → LR     | Cadre administratif et financier 1er adjoint au maire (2008 → 2010) Conseiller municipal (2010 → 2014) Conseiller régional de Languedoc-Roussillon (2010 → 2015) Conseiller départemental du canton de Saint-Gilles (2015 → ) Vice-président de Nîmes Métropole, (2014 → ) |

## Biographies des maires

### Biographie du maire actuel
Eddy Valadier (19 avril 1967 à Saint-Gilles - )
Cadre administratif et financier. Premier adjoint au maire de 2008 à 2010 puis conseiller municipal d'opposition entre 2010 et 2014, il est officiellement devenu maire de Saint-Gilles le 5 avril 2014. Cette même année, il est élu vice-président de Nîmes Métropole, chargé de la politique de la Ville, de la sécurité et de la prévention de la délinquance et en 2015, il devient conseiller départemental du canton de Saint-Gilles.
Par ailleurs, il a été conseiller régional de Languedoc-Roussillon de 2010 à 2015. Il est membre de l'UMP puis des Républicains.

### Biographies des anciens maires
Alain Gaido

À la surprise générale, il est élu maire en octobre 2010 lors d'une élection municipale partielle convoquée après la démission de l'édile sortant (qui fut sèchement battu dès le premier tour) : il défait alors Eddy Valadier, premier adjoint de la majorité sortante. Dans la foulée, il devient vice-président de la communauté d'agglomération, délégué à la politique de la Ville.
Candidat à sa réélection en mars 2014, il termine en troisième position derrière le député frontiste Gilbert Collard et Eddy Valadier pour l'UMP. Face à la menace du Front national, il décide alors de se retirer.

## Conseil municipal actuel
À l'issue du second tour des élections municipales de 2014, la liste d'Eddy Valadier a remporté 25 sièges au conseil municipal tandis que celle de Gilbert Collard, représentant l'opposition, en a gagné 8.

## Résultats des élections municipales

### Élection municipale de 2020
Les élections municipales auront lieu les 15 et 22 mars 2020.

### Élection municipale de 2014
| Tête de liste              | Tête de liste   | Liste          | Premier tour | Premier tour | Second tour | Second tour | Sièges | Sièges |
| Tête de liste              | Tête de liste   | Liste          | Voix         | %            | Voix        | %           | CM     | CC     |
| -------------------------- | --------------- | -------------- | ------------ | ------------ | ----------- | ----------- | ------ | ------ |
|                            | Gilbert Collard | FN-RBM         | 2 656        | 42,57        | 3 132       | 48,50       | 8      | 1      |
| Saint-Gilles fait front    |                 |                | 2 656        | 42,57        | 3 132       | 48,50       | 8      | 1      |
|                            | Eddy Valadier   | UMP            | 1 582        | 25,35        | 3 326       | 51,50       | 25     | 6      |
| Saint-Gilles par cœur      |                 |                | 1 582        | 25,35        | 3 326       | 51,50       | 25     | 6      |
|                            | Alain Gaido *   | PS-PCF-EÉLV    | 1 444        | 23,14        |             |             |        |        |
| Saint-Gilles passionnément |                 |                | 1 444        | 23,14        |             |             |        |        |
|                            | Samuel Serre    | UDI            | 557          | 8,92         |             |             |        |        |
| Générations Saint-Gilles   |                 |                | 557          | 8,92         |             |             |        |        |
|                            |                 |                |              |              |             |             |        |        |
| Inscrits                   | Inscrits        | Inscrits       | 8 926        | 100,00       | 8 927       | 100,00      |        |        |
| Abstentions                | Abstentions     | Abstentions    | 2 530        | 28,34        | 2 152       | 24,11       |        |        |
| Votants                    | Votants         | Votants        | 6 396        | 71,66        | 6 775       | 75,89       |        |        |
| Blancs et nuls             | Blancs et nuls  | Blancs et nuls | 157          | 2,45         | 317         | 4,68        |        |        |
| Exprimés                   | Exprimés        | Exprimés       | 6 239        | 97,55        | 6 458       | 95,32       |        |        |
| * Liste du maire sortant   |                 |                |              |              |             |             |        |        |

### Élection municipale partielle de 2010
| Tête de liste                                  | Tête de liste      | Liste    | Premier tour | Premier tour | Second tour | Second tour | Sièges | Sièges |
| Tête de liste                                  | Tête de liste      | Liste    | Voix         | %            | Voix        | %           | CM     |        |
| ---------------------------------------------- | ------------------ | -------- | ------------ | ------------ | ----------- | ----------- | ------ | ------ |
|                                                | Eddy Valadier      | DVD      | 1 537        | 35,80        | 2 232       | 48,50       | -      |        |
| Parlons d'avenir                               |                    |          | 1 537        | 35,80        | 2 232       | 48,50       | -      |        |
|                                                | Alain Gaido        | PS       | 1 206        | 28,10        | 2 370       | 51,50       | -      |        |
| Saint-Gilles passionnément, le vrai changement |                    |          | 1 206        | 28,10        | 2 370       | 51,50       | -      |        |
|                                                | Olivier Lapierre * | UMP      | 876          | 20,40        |             |             |        |        |
| Saint-Gilles d'abord                           |                    |          | 876          | 20,40        |             |             |        |        |
|                                                | Yvon Rouquel       | DVD      | 704          | 16,40        |             |             |        |        |
| Vivons Saint-Gilles ensemble                   |                    |          | 704          | 16,40        |             |             |        |        |
|                                                |                    |          |              |              |             |             |        |        |
| Inscrits                                       | Inscrits           | Inscrits | 8 525        | 100,00       | 8 525       | 100,00      |        |        |
| Abstentions                                    |                    |          |              |              |             |             |        |        |
| Votants                                        | Votants            | Votants  | 4 471        | 52,40        | 4 886       | 57,30       |        |        |
| Blancs et nuls                                 |                    |          |              |              |             |             |        |        |
| Exprimés                                       | Exprimés           | Exprimés | 4 295        | 50,40        | 4 603       | 54,00       |        |        |
| * Liste du maire sortant                       |                    |          |              |              |             |             |        |        |

### Élection municipale de 2008
| Tête de liste              | Tête de liste     | Liste          | Premier tour | Premier tour | Second tour | Second tour | Sièges | Sièges |
| Tête de liste              | Tête de liste     | Liste          | Voix         | %            | Voix        | %           | CM     |        |
| -------------------------- | ----------------- | -------------- | ------------ | ------------ | ----------- | ----------- | ------ | ------ |
|                            | Olivier Lapierre  | UMP            | 1 899        | 36,62        | 2 316       | 42,29       | 24     |        |
| Saint-Gilles nouveau style |                   |                | 1 899        | 36,62        | 2 316       | 42,29       | 24     |        |
|                            | Alain Gaido       | PS             | 1 391        | 26,83        | 1 808       | 33,02       | 6      |        |
| Saint-Gilles passionnément |                   |                | 1 391        | 26,83        | 1 808       | 33,02       | 6      |        |
|                            | Samuel Serre      | DVD            | 1 026        | 19,79        | 781         | 14,26       | 2      |        |
| Générations Saint-Gilles   |                   |                | 1 026        | 19,79        | 781         | 14,26       | 2      |        |
|                            | Daniel Massebieau | DVD            | 869          | 16,76        | 571         | 10,43       | 1      |        |
| Saint-Gilles avant tout    |                   |                | 869          | 16,76        | 571         | 10,43       | 1      |        |
|                            |                   |                |              |              |             |             |        |        |
| Inscrits                   | Inscrits          | Inscrits       | 8 376        | 100,00       | 8 376       | 100,00      |        |        |
| Abstentions                | Abstentions       | Abstentions    | 2 953        | 35,26        | 2 716       | 32,43       |        |        |
| Votants                    | Votants           | Votants        | 5 423        | 64,74        | 5 660       | 67,57       |        |        |
| Blancs ou nuls             | Blancs ou nuls    | Blancs ou nuls | 238          | 4,39         | 184         | 3,25        |        |        |
| Exprimés                   | Exprimés          | Exprimés       | 5 185        | 95,61        | 5 476       | 96,75       |        |        |

### Élection municipale partielle de 1992
| Tête de liste            | Tête de liste         | Liste       | Premier tour | Premier tour | Second tour | Second tour | Sièges | Sièges |
| Tête de liste            | Tête de liste         | Liste       | Voix         | %            | Voix        | %           | CM     |        |
| ------------------------ | --------------------- | ----------- | ------------ | ------------ | ----------- | ----------- | ------ | ------ |
|                          | Roland Gronchi        | SE          | 2 314        | 49,64        | 2 752       | 55,48       | -      |        |
|                          | Charles de Chambrun * | FN          | 1 803        | 38,67        | 1 910       | 38,51       | -      |        |
|                          | Maurice Blanc         | DVD         | 545          | 11,69        | 298         | 6,01        | -      |        |
|                          |                       |             |              |              |             |             |        |        |
| Inscrits                 | Inscrits              | Inscrits    | 7 481        | 100,00       | 7 481       | 100,00      |        |        |
| Abstentions              | Abstentions           | Abstentions | 2 597        | 34,71        | 2 361       | 31,56       |        |        |
| Votants                  | Votants               | Votants     | 4 884        | 65,28        | 5 120       | 68,44       |        |        |
| Nuls                     | Nuls                  | Nuls        | 222          | 2,97         | 160         | 2,14        |        |        |
| Exprimés                 | Exprimés              | Exprimés    | 4 662        | 62,32        | 4 960       | 66,30       |        |        |
| * Liste du maire sortant |                       |             |              |              |             |             |        |        |